# Frank Perry
Frank Joseph Perry Jr., född 21 augusti 1930 i New York, New York, död 29 augusti 1995, var en amerikansk teater- och filmregissör. Han nominerades till en Oscar för bästa regi för David och Lisa (1962).
1958 till 1971 var Frank Perry gift med manusförfattaren Eleanor Perry (född Rosenfeld), som skrev manus till flera av hans filmer. Han var morbror till sångerskan Katy Perry.

## Filmografi i urval
- 1962 – David och Lisa
- 1968 – Avslöjad
- 1969 – Sista sommaren
- 1970 – En galen hemmafrus dagbok
- 1975 – Fräcka som fan
- 1981 – Mommie Dearest
- 1987 – Här är jag igen!